# Escudo de las Islas Marshall
El escudo de las Islas Marshall es de forma redonda. Un anillo de color rojo rodea una franja blanca y un campo central de color azul que representa al mar y sirve de fondo a las imágenes del escudo. Sobre el campo azul hay un ave típica de las islas. Detrás del ave hay dos islas con una canoa hawaiana y una palmera. En la parte inferior se ve una carta marina.
Dentro de la franja blanca, en su parte superior se lee “Republic of the Marshall Islands” (República de las Islas Marshall) y en la parte inferior está escrito en marshalés “Jepilpin ke Ejukaan” (en idioma español: Logro por Medio del Esfuerzo Conjunto).